# UTC−11:00
UTC−11:00 là nhận dạng cho độ lệch −11:00 từ UTC. Đây là múi giờ có người ở mới nhất, có nghĩa là đây là múi giờ có người ở cuối cùng đón năm mới vì múi giờ mới nhất trên thế giới (UTC−12:00) hoàn toàn không có người ở.

## Giờ chuẩn (cả năm)

### Châu Đại Dương
- New Zealand
  - Niue
- Hoa Kỳ
  - Samoa thuộc Mỹ
  - Đảo Swains
  - Các tiểu đảo xa của Hoa Kỳ
    - Đảo Jarvis
    - Rạn san hô Kingman
    - Rạn san hô vòng Midway[1]
    - Rạn san hô vòng Palmyra

## Trước đây
- Kiribati
  - Quần đảo Phoenix (trong đó chỉ có đảo Kanton có người sinh sống) (Giờ quần đảo Phoenix) nâng 24 giờ sang phần Đông Bán cầu của đường đổi ngày quốc tế bằng cách bỏ qua ngày 31 tháng 12 năm 1994.
- New Zealand
  - Tokelau - đã nâng 24 giờ sang phần Đông Bán cầu của đường đổi ngày quốc tế bằng cách bỏ qua ngày 30 tháng 12 năm 2011.
- Samoa - đã nâng 24 giờ sang phần Đông Bán cầu của đường đổi ngày quốc tế bằng cách bỏ qua ngày 30 tháng 12 năm 2011.